# Sankt Marienkirchen an der Polsenz
Sankt Marienkirchen an der Polsenz je obec v okrese Eferding v rakouské spolkové zemi Horní Rakousy.

## Geografie
Sankt Marienkirchen an der Polsenz leží v nadmořské výšce 315 metrů v oblasti Hausruckviertel. Rozkládá se v délce 7,0 km od severu k jihu a 5,1 km od západu k východu. Celková rozloha činí 23,82 km². Celkem 14,2 % území je zalesněno, 65,3 % území je využíváno zemědělsky. Obcí protéká od západu k východu řeka Polsenz.